# 漢斯-海因里希·沃伊特
漢斯-海因里希·沃伊特（德語：Hans-Heinrich Voigt，1921年4月18日—2017年11月17日）是一名德國天文學家，也是哥廷根天文台台長。
沃伊特是哥廷根大學天文學的普通教授，於1963年至1986年退休前擔任哥廷根天文台的主管。他是哥廷根科學院的成員，並於1978至1979年間擔任該院院長。1993年，他獲得卡爾·弗里德利希·高斯獎章。
他於2017年11月17日在哥廷根逝世，享年96歲。小行星4378以他的名字命名。

## 著作
- Outline of Astronomy (1974) [8]
- Das Universum (1994) [9]
- Abriß der Astronomie (2012) [10]